# Смешанная сборная Казахстана по кёрлингу
Смешанная сборная Казахстана по кёрлингу — смешанная национальная сборная команда (составленная из двух мужчин и двух женщин), представляет Казахстан на международных соревнованиях по кёрлингу. Управляющей организацией выступает Ассоциация кёрлинга Казахстана (англ. Kazakhstan Curling Association).

## Результаты выступлений

### Чемпионаты мира
| Год       | М              | И              | В              | П              | Состав (скипы выделены) | Состав (скипы выделены) | Состав (скипы выделены) | Состав (скипы выделены) | Состав (скипы выделены) |
| Год       | М              | И              | В              | П              | Четвёртый               | Третий                  | Второй                  | Первый                  | Тренер                  |
| --------- | -------------- | -------------- | -------------- | -------------- | ----------------------- | ----------------------- | ----------------------- | ----------------------- | ----------------------- |
| 2015      | 36             | 8              | 0              | 8              | Виктор Ким              | Ольга Тен (в/с)         | Абылайхан Жузбай        | Nargiz Issayeva         | Виктор Ким              |
| 2016      | 34             | 6              | 0              | 6              | Виктор Ким              | Ольга Тен (в/с)         | Абылайхан Жузбай        | Анастасия Сургай        |                         |
| 2017      | 35             | 7              | 1              | 6              | Виктор Ким              | Ситора Аллиярова (в/с)  | Абылайхан Жузбай        | Ангелина Эбауэр         | Муздыбай Кудайбергенов  |
| 2018      | 34             | 8              | 0              | 8              | Виктор Ким              | Ситора Аллиярова (в/с)  | Абылайхан Жузбай        | Ангелина Эбауэр         | Roman Kazimirchik       |
| 2019      | 21             | 7              | 3              | 4              | Ситора Аллиярова        | Абылайхан Жузбай        | Ангелина Эбауэр         |                         | Yekaterina Kolykhalova  |
| 2020—2023 | не участвовали | не участвовали | не участвовали | не участвовали | не участвовали          | не участвовали          | не участвовали          |                         |                         |
| 2024      | 9              | 8              | 6              | 2              | Абылайхан Жузбай        | Tilsimay Alliyarova     | Aidos Alliyar           | Merey Tastemir          |                         |

### Чемпионаты Европы
В 2003—2007 Казахстан был членом Европейской федерации кёрлинга.
| Год       | Игры           | Победы         | Поражения      | Место          |
| --------- | -------------- | -------------- | -------------- | -------------- |
| 2005      | не участвовали | не участвовали | не участвовали | не участвовали |
| 2006      | 5              | 0              | 5              | 22             |
| 2007—2014 | не участвовали | не участвовали | не участвовали | не участвовали |

(данные отсюда:)